# Grande-Bretagne aux Jeux paralympiques d'été de 1988
La Grande-Bretagne participe aux Jeux paralympiques d'été de 1988 à Séoul. Elle y remporte cent quatre-vingt trois médailles : soixante-cinq en or, soixante-cinq en argent et cinquante-trois en bronze, se situant à la troisième place des nations au tableau des médailles. La délégation britanniques regroupe 231 sportifs.